# Скот, Реджинальд
Реджинальд Скот (до 1538 — 9 октября 1599; также Реджинальд Скотт или Scotte) — английский писатель, врач, критик ведовских процессов и колдовства. В своём самом известном произведении «Открытие колдовства» 1584 года он описывает предполагаемые методы «колдовства», которые по современным меркам относятся к профессии иллюзионистов.

## Биография
Реджинальд Скот не разделял массовое убеждение в существовании ведьм, распространённое среди его современников. Он считал обвинения против подозреваемых в колдовстве иррациональными и антихристианскими и возлагал ответственность за подобные заблуждения на Римско-католическую церковь. Скот писал, что женщины, признавшиеся в том, что являются ведьмами без пыток, являются «несчастными больными, страдающими меланхолией, с некоторым воображением». Он также писал: «… [они] верят, что [ведьмы] могут переместить зерно своих соседей на свой собственный участок земли. Но при этом — они нищие, постоянно нуждаются, не в состоянии обогатиться ни деньгами, ни каким-либо другим способом. Кто же так глуп, что продолжает верить в сверхъестественные силы?»
Книга Скота является одним из первых англоязычных изданий, в котором изложены и объяснены трюки иллюзионистов (фокусы). Он описывает, среди прочего, фокусы с появлением предметов в карманах, с монетами и картами, а также с веревкой и специальные магические приемы, например, так называемый «эксперимент по обезглавливанию» (также «обезглавливание Иоанна Крестителя») фокусника Кингсфилда в 1582 году, который он показывал на ярмарке Варфоломея в Лондоне.
Скот знал труды Йоганна Вейера и часто ссылался на них.
Все доступные копии его книги были сожжены в 1603 году после восшествия на престол короля-католика Якова I. Более того, король сам был автором труда по демонологии, вышедшего в 1597 году, поэтому книга Скота в неявном виде полемизировала со взглядами самого короля. Сохранившиеся экземпляры являются редкими.
Реджинальд Скот скончался 9 октября 1599 года ещё до того, как его книги были сожжены. Его предполагаемая могила находится в небольшом английском городке Брабурн (Браборн, англ. Brabourne) и гражданском приходе (Эшфорд графства Кент) в церкви Пресвятой Девы Марии. На его могиле начертана фамилия Scott, это же написание он сам использовал в юридических документах, однако в книге регистраций фамилия написана как Scot.

## Сочинения
- Reginald Scot: A perfite platforme of a hoppe garden and necessarie instructions for the making and mayntenaunce thereof, with notes and rules for reformation of all abuses, commonly practised therein, very necessary and expedient for all men to haue, which in any wise haue to doe with hops. Henrie Denham, London 1574
  - (другие издания) 1576, 1578
  - (перепечатка издания 1574) Theatrum Orbis Terrarum, Amsterdam 1973; University Microfilms International, Ann Arbor (Michigan) 1999; Thomson Gale, Farmington Hills (Michigan) 2006
- Reginald Scot: The discouerie of witchcraft. Brome, London 1584 (Digitalisat der Bayerischen Staatsbibliothek München), (Google-Books)
  - (перепечатка) The Discoverie of Witchcraft, hrsg. von Brinsley Nicholson. Elliot Stock, London 1886 (Textarchiv — Internet Archive)
- (голландский перевод) Ondecking van Tovery, Eerst bescreven in Engels door Reinald Scot, ende nu tot ghemeyn oorbaer verduyscht door Thomas Baßon. Thomas Basson, Leiden 1609 (Google-Books)
  - 2-е издание. Ondecking van Tovery, beschreven in Engels door Reinald Scot, verduytst by Th. en G. Basson. Willem Christaens, Leiden 1637 (Google-Books)
  - (перепечатка) Ontdecking van tovery, beschreven int Engels door Reinald Scot, verduytscht by Th. en G. Basson. Frans Pels, Beverwijk 1638 (Google-Books)